# Buonconvento
Buonconvento ist eine italienische Gemeinde mit 2984 Einwohnern (Stand 31. Dezember 2023) in der Provinz Siena in der Toskana.

## Geografie

Lage von Buonconvento in der Provinz Siena

Der Ort Buonconvento liegt in der Landschaft Crete Senesi an der Mündung des Arbia in den Ombrone, in der Nachbarschaft der bekannten Weinstadt Montalcino in einer Höhe von 147 m über dem Meeresspiegel. Er liegt am Pilgerweg Via Francigena und an der historischen Römerstraße Via Cassia.
Der Ort erstreckt sich über 64 km². Er liegt etwa 30 km südöstlich der Provinzhauptstadt Siena und ca. 70 km südöstlich der Regionalhauptstadt Florenz. Er ist Mitglied der Vereinigung I borghi più belli d’Italia (Die schönsten Orte Italiens) und liegt in der klimatischen Einordnung italienischer Gemeinden in der Zone D , 1 598 GR/G.
Einziger Ortsteil (Frazione) ist Bibbiano (222 m, ca. 80 Einwohner).
Die Nachbargemeinden sind Asciano, Montalcino, Monteroni d’Arbia und Murlo.

## Geschichte

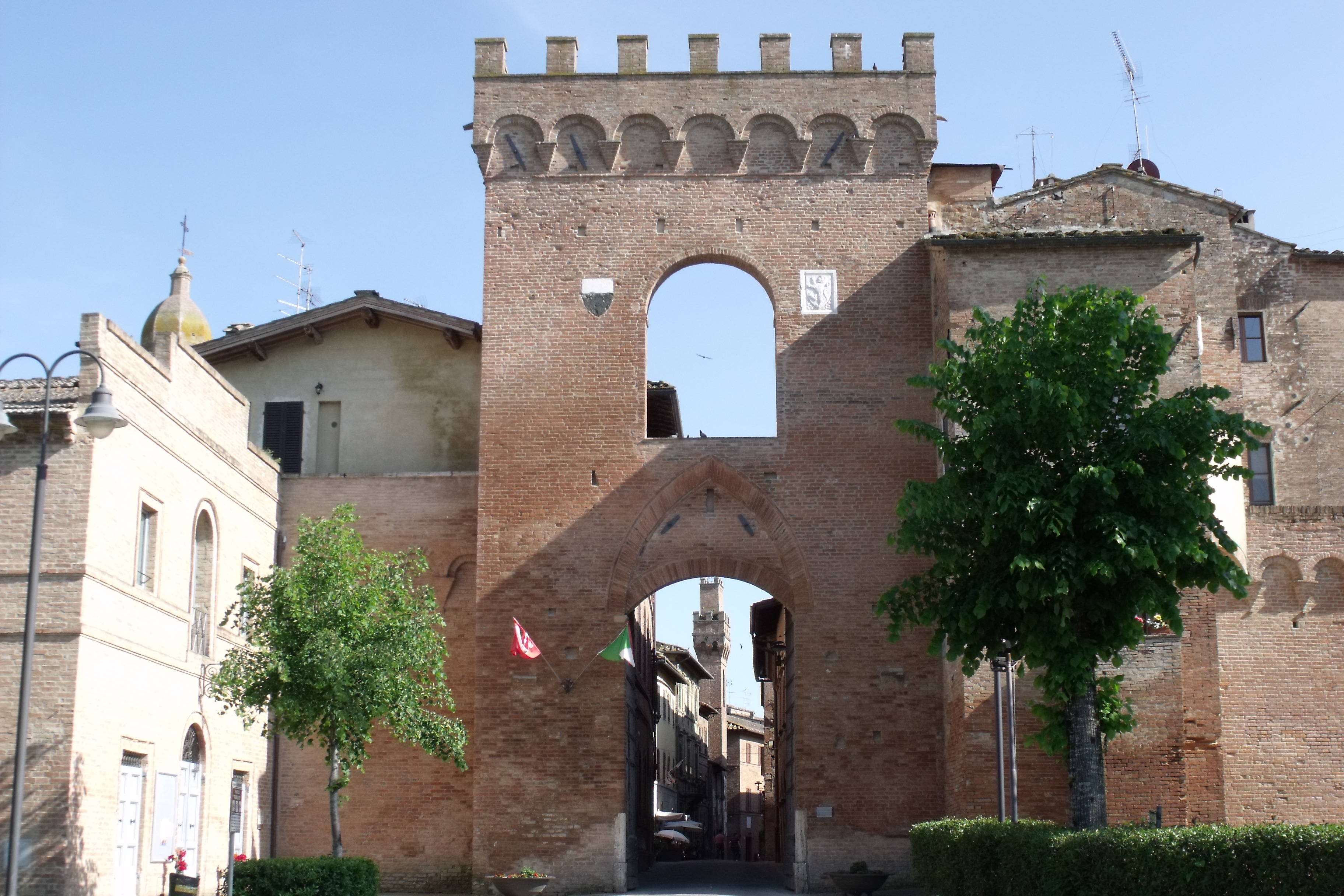
Das Stadttor Porta Senese in Buonconvento

Der Name Buonconvento stammt vom lateinischen Bonus conventus, der Ort ist also römischen Ursprungs, wird allerdings erst 1191 durch Philipp II. urkundlich erwähnt. Seit 1208 existierten Gebäude im Besitz des Seneser Hospitals Santa Maria della Scala. Nördlich von Buonconvento bei Serravalle kurz vor dem Übertritt über den Arbia bei Ponte d’Arbia starb am 24. August 1313 der römisch-deutsche Kaiser Heinrich VII. nach erfolgreicher Einnahme des Ortes an einer fiebrigen Erkrankung, nachdem er 1310 nach Italien gereist war, um die kaiserliche Autorität gegen seinen Widersacher Robert von Anjou wiederherzustellen. Sechs Jahre später wurde der Ort von Uguccione della Faggiola überfallen. Weitere Schäden im Ort entstanden 1358 durch den Krieg der Seneser gegen Perugia. Die Brücken über den Ombrone und den Arbia entstanden 1360 bzw. 1388. 1371 wurde mit dem Bau der Stadtmauern begonnen, der 1383 abgeschlossen wurde. Zwei Jahre später entstanden der Palazzo Podestarile mit dem Stadtturm Torre civica. Buonconvento stieg zum wichtigsten Zentrum des Arbiatales auf, gehörte politisch jedoch zur Republik Siena, die seit 1480 den Einwohnern die Seneser Staatsangehörigkeit zugestand. Mit dem Untergang der Republik Siena 1555 fiel Buonconvento vier Jahre später dem Großherzogtum Toskana der Medici zu.

## Sehenswürdigkeiten

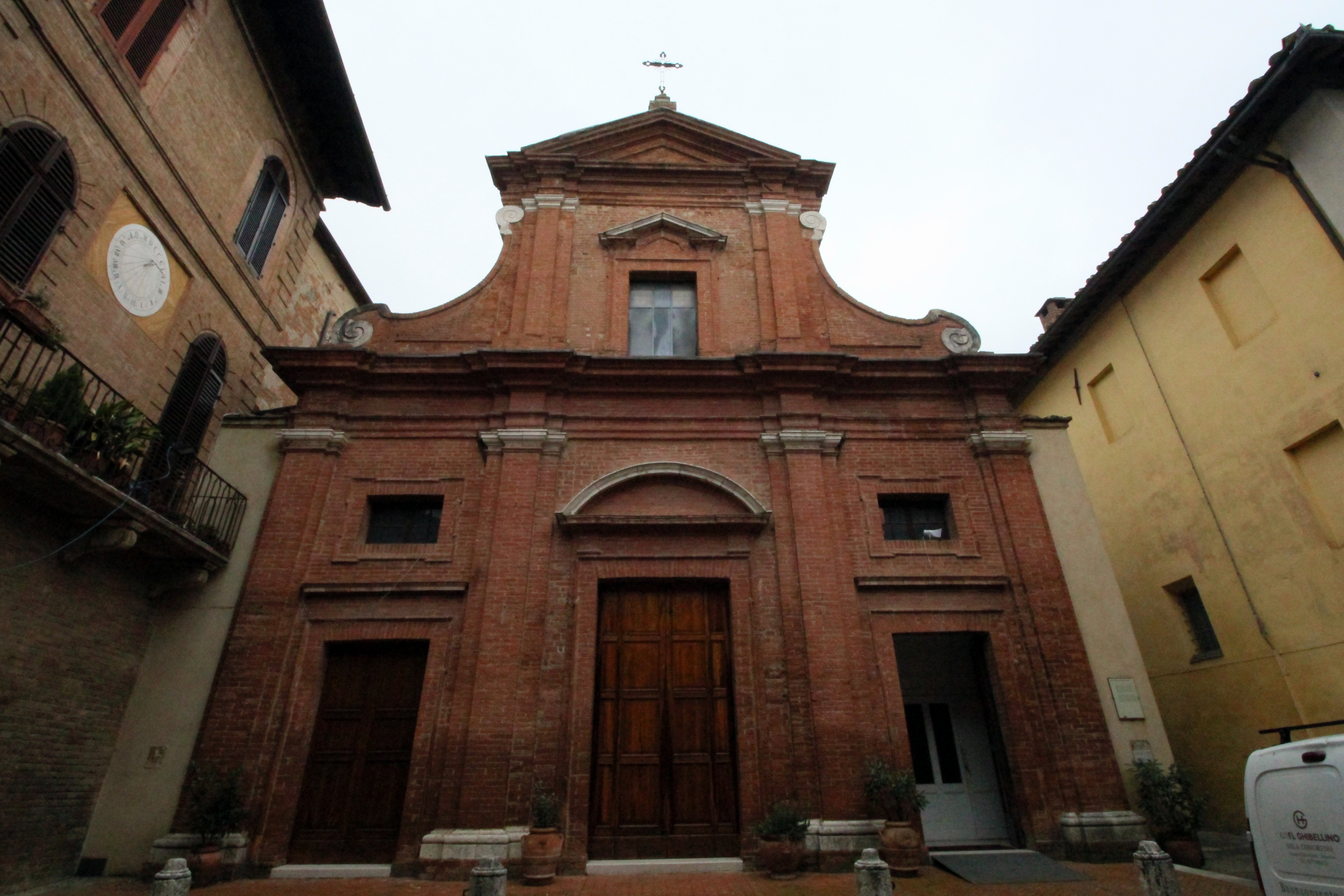
Die Kirche Santi Pietro e Paolo im Ortskern

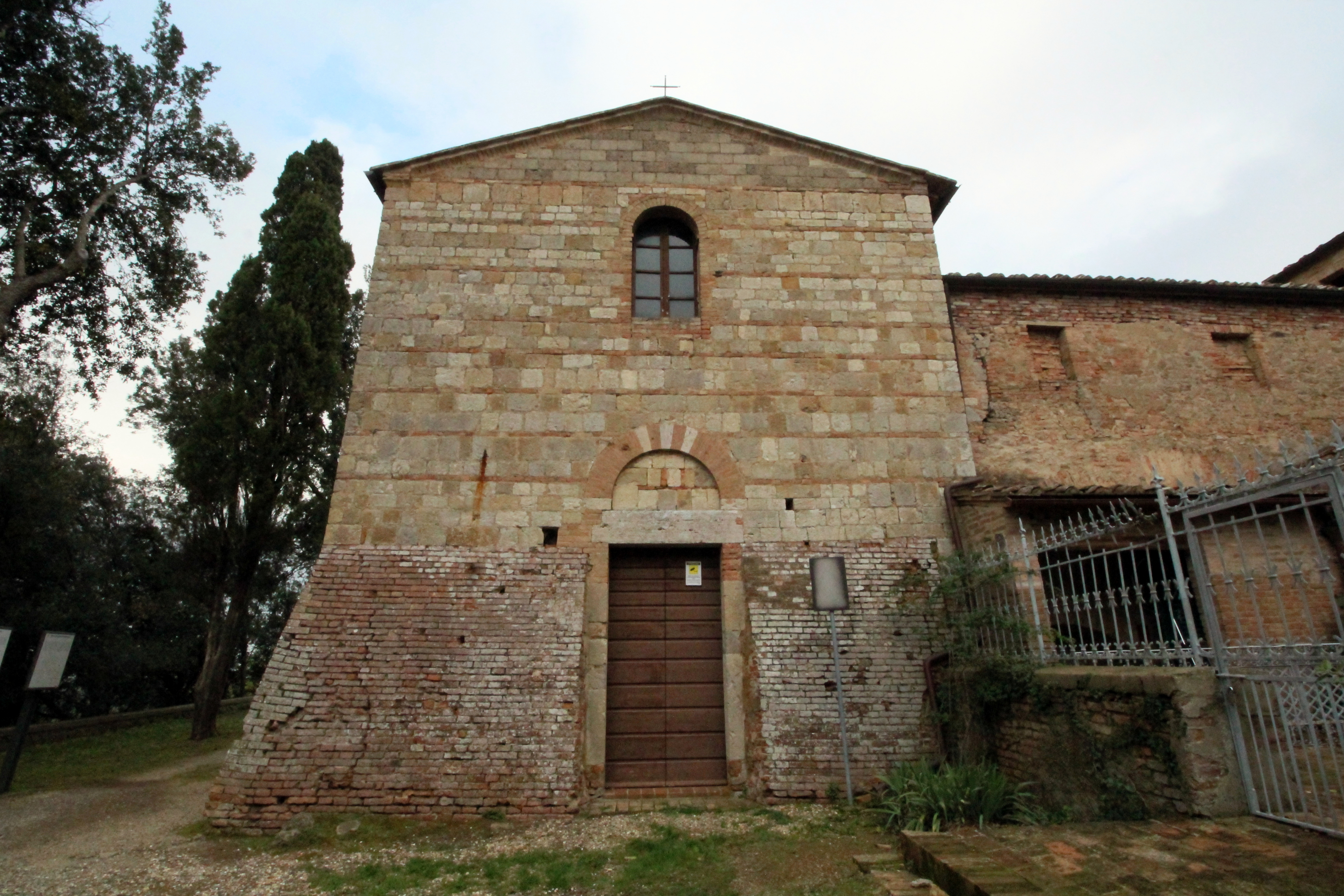
Die Pieve Sant’Innocenza a Piana kurz außerhalb von Buonconvento

Die Altstadt stammt weitgehend aus dem 14. Jahrhundert und ist gut erhalten. Sehenswert sind auch die Palazzi der Stadt, sowie das beeindruckende (nördliche) Stadttor Porta Senese innerhalb der Stadtmauer, das in den letzten Jahren renoviert wurde. Das südliche Haupttor der Stadt, Porta Romana, wurde 1944 im Zweiten Weltkrieg von deutschen Truppen zerstört. Unweit von Buonconvento befindet sich die sehenswerte Olivetanerabtei Monte Oliveto Maggiore, die allerdings auf dem Gemeindegebiet von Asciano (Ortsteil Chiusure) liegt.

### Kirchen
- Chiesa dei Santi Pietro e Paolo, Kirche im Ortskern aus dem 14. Jahrhundert, die 1705 restauriert wurde. Enthält die Werke Madonna in trono col Bambino e due angeli von Matteo di Giovanni (um 1450 entstanden) und Madonna in trono col Bambino e santi von Pietro di Francesco Orioli.
- Oratorio dell’Arciconfraternita della Misericordia, Gebetsstätte der Misericordia im Ortskern gegenüber der Kirche Pietro e Paolo, früher dem San Sebastiano geweiht.[7]
- Pieve di Sant’Innocenza a Piana, auch Pieve di Piana genannt, erstmals 1081[8] erwähnte Pieve ca. 3 km außerhalb des Ortskerns.
- Chiesa di San Lorenzo, Kirche im Ortsteil Bibbiano aus dem 13. Jahrhundert[9], enthielt die Werke Assunzione della Vergine con un Santo Vescovo e Sant’Antonio Abate sowie Madonna col Bambino e i santi Lorenzo e Caterina da Siena (ca. 1598 entstanden) von Francesco Vanni. Diese befinden sich heute im Museo d’arte sacra della Val d’Arbia.
- Sant’Antonio a Segalari, Kapelle in Segalari bei Bibbiano. Entstand im 15. Jahrhundert.[10]
- Chiesa di San Lorenzo a Percenna, Kirche aus dem 13. Jahrhundert[11], enthielt das Werk Madonna col Bambino e angeli von Matteo di Giovanni, welches sich heute im Museo di arte sacra befindet.
- Chiesa di San Lorenzo a Serravalle, auch San Lorenzo a Sprenna in Serravalle, Kirche, enthielt das Werk Madonna del Rosario con i santi Domenico, Giovanni Battista, Caterina d’Alessandria, Caterina da Siena, Lucia von Astolfo Petrazzi (heute im Museo di arte sacra).
- Chiesa di San Bartolomeo, Kirche der Burg Castelnuovo Tancredi aus dem 13. Jahrhundert, wurde bereits 1336 und 1655 restauriert.[7]

### Weitere Bauwerke

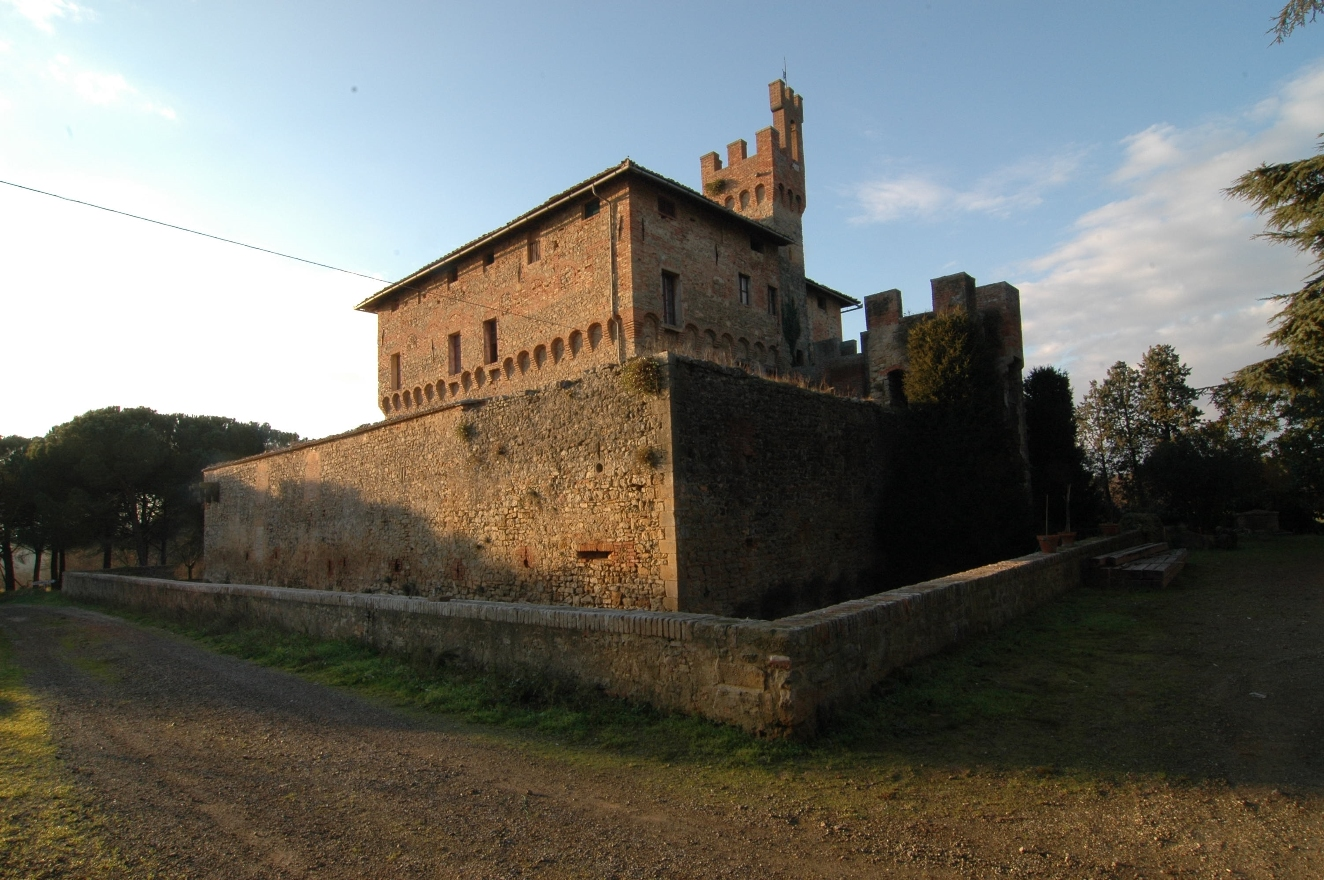
Castello di Bibbiano im Ortsteil Bibbiano

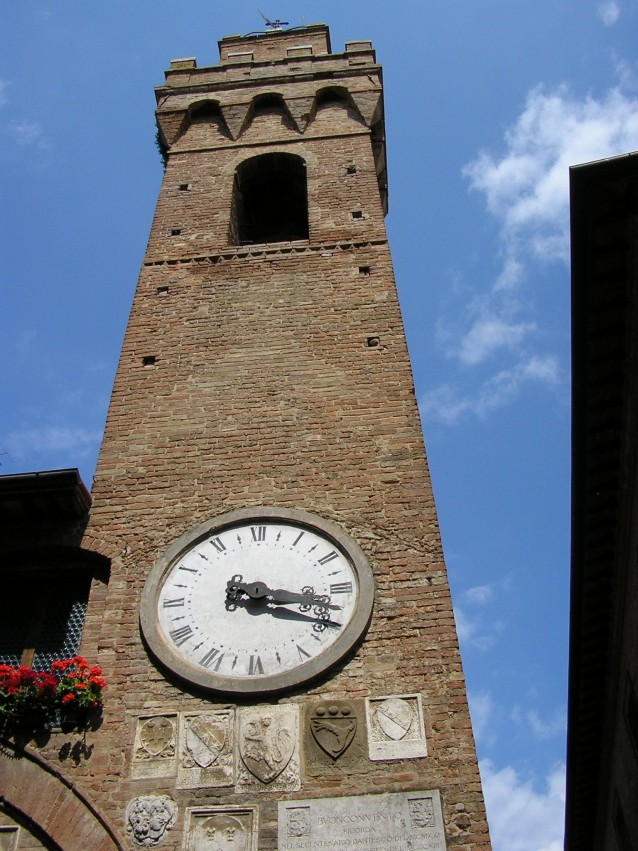
Torre campanaria, Uhr- und Glockenturm des Palazzo Podestarile (Palazzo Pretorio)

- Castello di Bibbiano, Burg im Ortsteil Bibbiano, die ca. 850 entstand. Gehörte bis 1051 der Familie Guiglieschi, danach unterstellte Heinrich III. sie der Abtei Sant’Antimo. Die wiederum neuen Besitzer der Grafenfamilie Cacciaconti übergaben den Ort 1197 der Republik Siena, die die Burg ausbaute. Nach Beschädigungen durch die Kriege im Mittelalter restaurierte Baldassare Peruzzi die Burg für Raffaele Petrucci am Anfang des 16. Jahrhunderts und hinterließ zudem ein Gemälde der Madonna in der Kapelle der Burg. Später übernahmen die Familien der Borghese, der Chigi und der Malavolti di Siena den Ort. 1922 wurde die Burg zum Nationalmonument erklärt.[12]
- Castelnuovo Tancredi, Befestigungsanlage der Familie Guiglieschi aus dem 13. Jahrhundert, die später in den Besitz der Tancredi gelangte[13]
- Palazzo Borghesi, Gebäude im Ortskern aus dem 14. Jahrhundert
- Palazzo Comunale, Rathaus im Ortskern, 18. Jahrhundert
- Palazzo Podestarile (auch Palazzo Pretorio) mit dem Stadtturm Torre civica, Bauwerk im Ortszentrum aus dem 14. Jahrhundert.[2]
- Villa Armena, Villa der Familie Malavolti (Armena di Malavolti) aus dem 12. Jahrhundert[14], S. 344 f.
- Villa Chiatina, Villa aus dem Jahr 867, die auf der Ruine der Kirche Pietro in Clatina entstand. Hier wurde 1135 der italienische Heilige Alberto da Chiatina geboren.[15]

### Museen

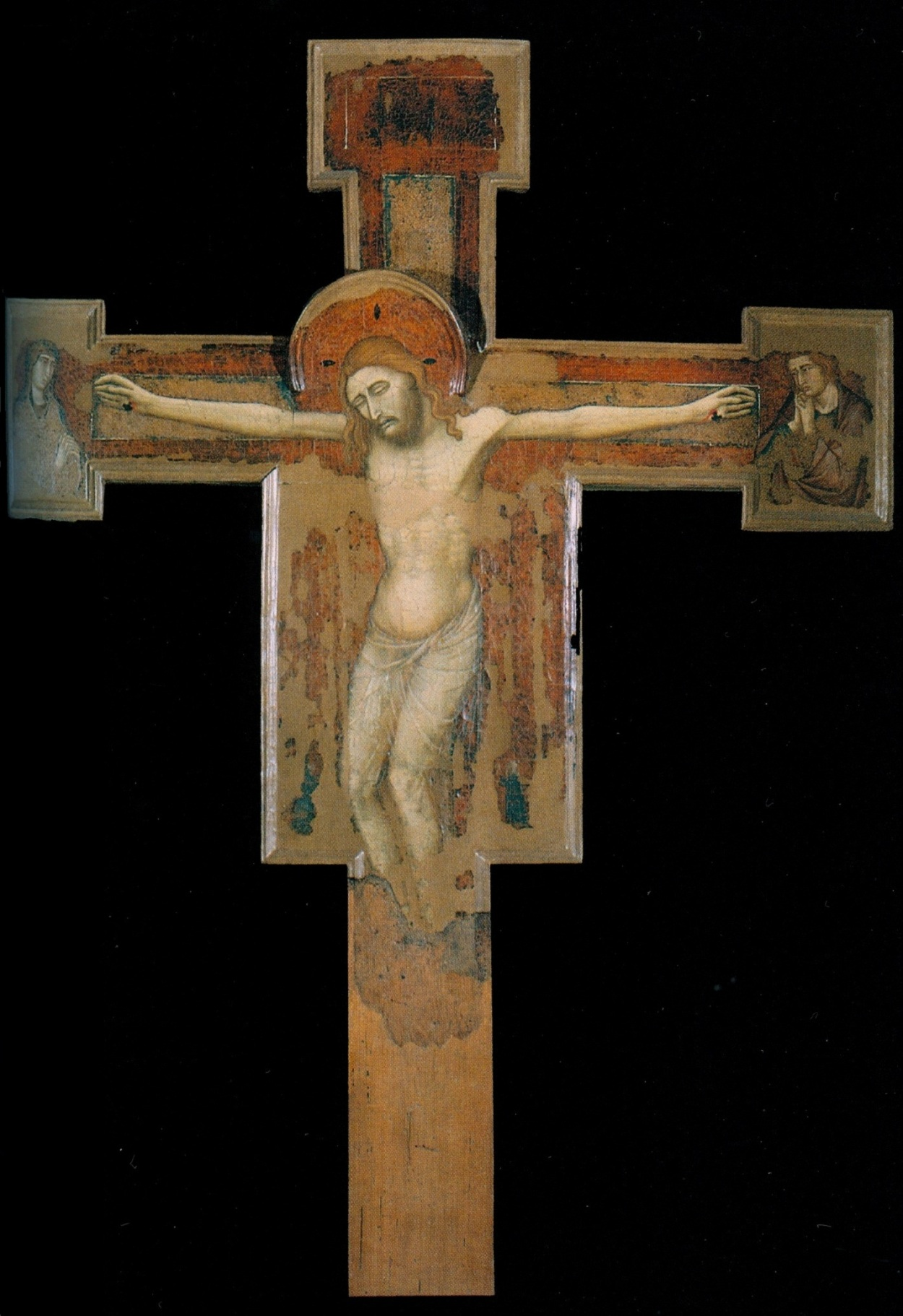
Kruzifix aus dem 14. Jh. im Museo di arte sacra della Val d’Arbia

- Museo di arte sacra della Val d’Arbia, Museum für sakrale Kunst, befindet sich an der Hauptstraße des Ortes im Palazzo Ricci Soccini, wo vor allem Werke aus den Kirchen des Arbiatales ausgestellt werden. Unter diesen befinden sich[16] (Auswahl):
  - Andrea di Bartolo: Annunciazione e i Santissimi Maddalena e Sant’Antonio Abate (stammt aus der Chiesa dei Santi Pietro e Paolo, Holzgemälde (Flügelaltar), 122 × 196 cm)
  - Duccio di Buoninsegna: Madonna col Bambino (zugeschrieben, stammt aus der Chiesa dei Santi Pietro e Paolo, Holzgemälde, 67 × 48 cm)
  - Guidoccio Cozzarelli: Madonna col Bambino e due angeli (stammt aus der Kirche Pieve di San Giovanni Battista a Corsano (Monteroni d’Arbia), Holzgemälde)
  - Benvenuto di Giovanni: Annunciazione e i Santi Antonio abate e Francesco (stammt aus der Chiesa dei Santi Pietro e Paolo, Holzgemälde, 260 × 205 cm)
  - Matteo di Giovanni
    - Madonna col Bambino e due angeli (stammt aus der Chiesa di San Lorenzo a Percena, Holzgemälde, 73 × 49 cm)
    - Madonna in trono col Bambino e angeli (stammt aus der Chiesa dei Santi Pietro e Paolo, Holzgemälde, 130 × 56 cm)

  - Rutilio Manetti: Ecce Homo (stammt aus der San Lorenzo a Percena, Leinwandgemälde, 60 × 43 cm)
  - Bernardino Mei: San Pietro liberato dal carcere (stammt aus der Chiesa dei Santi Pietro e Paolo, Leinwandgemälde, 65 × 100 cm)
  - Giacomo Pacchiarotti: Madonna col Bambino in trono e i Santi Giovanni Battista, Pietro, Paolo e Sebastiano (stammt aus der Chiesa dei Santi Pietro e Paolo, Holzgemälde, 154 × 175 cm)
  - Sano di Pietro:
    - Incoronazione della Vergine (stammt aus der Chiesa di Sant’Albiano a Quinciano (Monteroni d’Arbia), Holzgemälde, 105 × 148 cm)
    - Madonna in trono fra i santi Bernadino e Caterina da Siena (stammt aus der Chiesa dei Santi Pietro e Paolo, Holzgemälde (dreiteiliger Flügelaltar), 150 × 140 cm)

  - Ventura Salimbeni: Cristo in pietà sorretto da un angelo
  - Luca di Tommè: Madonna col Bambino e due angioletti (stammt aus der Pieve di Sant’Innocenza a Piana, Holzgemälde, 80 × 53 cm)
  - Weitere Werke im Museum stammen von Girolamo di Benvenuto (Annunciazione, Dio Padre benedicente, angeli e i Santi Antonio Abate e Francesco), Alessandro und Ilario Casolani, Pietro Lorenzetti, Astolfo Petrazzi (Madonna del Rosario con il Beato Franco da Grotti e i Santi Domenico, Giovanni Battista, Orsola, Caterina da Siena, Lucia), Simondio Salimbeni (I Santi Pietro e Paolo und Cristo in pietà sorretto da due angeli), Pietro Sorri und Francesco Vanni (Madonna col Bambino tra i Santi Lorenzo e Caterina da Siena)[17].
- In der Via Tinaia del Taja befindet sich das Museo della Mezzadria Senese, das sich mit dem Leben und der Geschichte der Pächter beschäftigt.

## Wirtschaft
Die Wirtschaft der Stadt basiert traditionell auf der Landwirtschaft, insbesondere dem Weinanbau. Daneben hat sich in der pittoresken Gemeinde der Tourismus entwickelt, wobei Gäste hauptsächlich in vermieteten Landhäusern im Umfeld der Stadt untergebracht werden. Im Ort selbst befindet sich nur ein Hotel.

## Verkehr
- Buonconvento liegt an der Pilgerstraße Via Francigena, die hier identisch mit der Römerstraße Via Cassia und der heutigen Staatsstraße SS 2 verläuft.
- Der Ort ist Haltepunkt an der Bahnlinie Siena–Grosseto.

## Söhne und Töchter der Stadt
- Alberto da Chiatina (1135–1202), Heiliger, Stadtpatron und Erzpriester von Colle di Val d’Elsa.
- Mauro Bellugi (1950–2021), Fußballspieler

## Buonconvento in der Literatur
Die vierte Geschichte des neunten Tages in Giovanni Boccaccios Dekameron beginnt mit der Einleitung und mit der Erwähnung Buonconventos (und Cecco Angiolieris):
- Cecco di messer Fortarrigo giuoca a Buonconvento ogni sua cosa e i denari di Cecco di messer Angiulieri, e in camicia correndogli dietro e dicendo che rubato l’avea, il fa pigliare a’ villani e i panni di lui si veste e monta sopra il pallafreno, e lui, venendosene, lascia in camicia.[18]

Cecco di Messer Fortarrigo verspielt zu Buonconvento alles, was er hat, und das Geld des Cecco di Messer Angiulieri dazu. Dann läuft er diesem im Hemde nach, läßt ihn unter dem Vorwand, daß jener ihn beraubt habe, von Bauern ergreifen, zieht dessen Kleider an, besteigt sein Pferd und eilt davon, während Angiulieri im Hemd zurückbleibt.